# David Willetts
David Willetts, född 9 mars 1956, är en brittisk konservativ politiker och biträdande minister för universitet och vetenskap (Minister of State for Universities and Science). Han är parlamentsledamot för valkretsen Havant . Han sitter även i styrelsen för Universal Biosensors och är aktieägare i företagets moderbolag, Sensor-Tec. Han var tidigare politisk samordnare i partiets skuggministär. Under Iain Duncan Smith var han skuggminister för arbete och pensioner och under John Major var han whip, men tvingades avgå från den posten.